# Троїцький Сергій Геннадійович
Сергій Троїцький (рос. Серге́й Генна́дьевич Тро́ицкий; нар. 14 лютого 1961, Брянськ, СРСР) — радянський та російський футболіст, захисник.

## Кар'єра гравця
З 1981 по 1985 рік грав за брянське «Динамо», провів 103 матчі, забив 9 голів. У 1986 році перейшов у московське «Торпедо», за яке зіграв 12 зустрічей в чемпіонаті СРСР і виграв у складі команди Кубок СРСР.
З 1987 по 1991 рік знову грав у брянському «Динамо», провів 176 матчів, забив 9 голів. У 1992 році перейшов у «Кубань», за яку зіграв 15 матчів у Вищій лізі Росії. У тому ж році провів 1 гру за «Ниву» (Слов'янськ-на-Кубані).
У 1992 році перейшов в український клуб «Кремінь», який в той час виступав у вищій лізі чемпіонату України. За кременчузьку команду дебютував 28 березня 1993 року в програному (0:2) виїзному поєдинку 18-го туру вищої ліги чемпіонату України проти дніпропетровського «Дніпра». Сергій вийшов на поле у стартовому складі та відіграв увесь поєдинок. Першим та єдиним голом у футболці «Кременя» відзначився на 68-ій хвилині (реалізував пенальті) переможного (5:1) домашнього поєдинку 11-го туру вищої ліги чемпіонату України проти запорізького «Торпедо». Троїцький вийшов на поле в стартовому складі та відіграв увесь поєдинок. У футболці кременчуцького клубу в чемпіонатах України зіграв 100 матчів та відзначився 1 голом, ще 7 матчів зіграв у кубку України.
З 1996 по 1997 рік провів 48 матчів і забив 5 м'ячів за брянський «Спартак», а в сезоні 1998 роки знову повернувся в брянське «Динамо», за яке зіграв 27 зустрічей.

## Досягнення
- Кубок СРСР
  -  Володар (1): 1985/86

## Після завершення кар'єри
Після завершення професійної кар'єри займався на аматорському рівні пляжним футболом, очолював збірну Брянської області з цього виду спорту.